# Shāmlū-ye Bālā
Shāmlū-ye Bālā (persiska: شاملوی كوچَك, شاملوی بالا, Shāmlū-ye Kūchak) är en ort i Iran.   Den ligger i provinsen Östazarbaijan, i den nordvästra delen av landet, 500 km nordväst om huvudstaden Teheran. Shāmlū-ye Bālā ligger 576 meter över havet och antalet invånare är 187.
Terrängen runt Shāmlū-ye Bālā är huvudsakligen kuperad, men den allra närmaste omgivningen är platt. Runt Shāmlū-ye Bālā är det ganska glesbefolkat, med 42 invånare per kvadratkilometer. Närmaste större samhälle är Abīsh Aḩmad, 14,9 km söder om Shāmlū-ye Bālā. Trakten runt Shāmlū-ye Bālā består till största delen av jordbruksmark.